# Курземские говоры ливонского диалекта

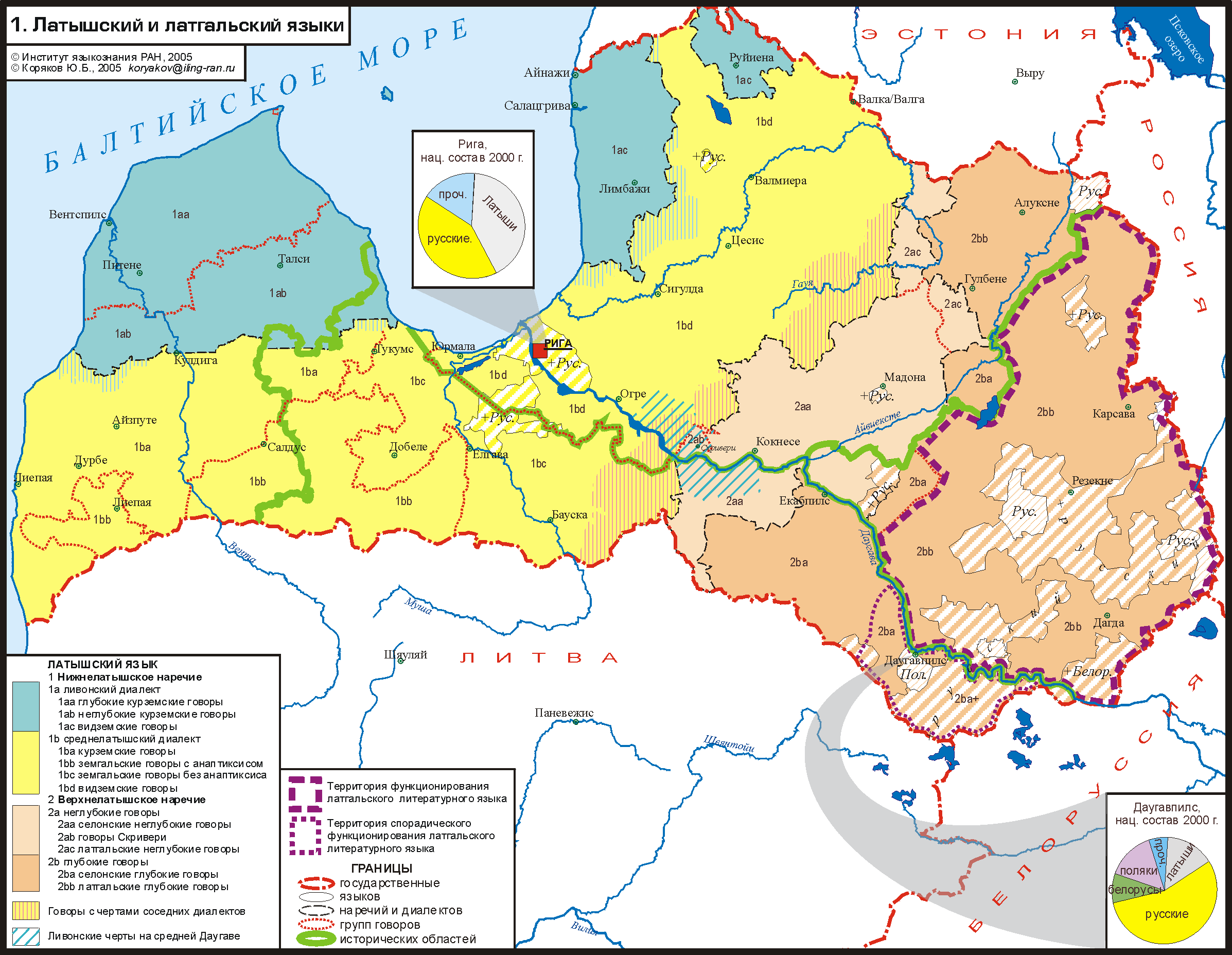
Ареал курземских говоров ливонского диалекта на карте распространения латышского и латгальского языков

Ку́рземские го́воры ливо́нского диале́кта (также тамские говоры, куронские говоры, куршские тамские говоры; латыш. tāmnieku kursiskās izloksnes, лит. tamniekų kuršiškoji patarmė) — говоры ливонского диалекта, распространённые в северо-западных районах Латвии, на севере Курземе. В составе ливонского диалекта курземские говоры противопоставляются видземским говорам.
Помимо ливского субстрата, отмечаемого во всём ливонском ареале, в курземских говорах сохраняются также следы языка древних куршей.

## Классификация
Курземский диалектный ареал разделяют на глубокие курземские говоры (лат. dziļās, tāmnieku), распространённые в северном курземском ареале, и неглубокие курземские говоры (лат. nedziļās), распространённые в южном курземском ареале.
Согласно классификации А. Гатерса, в курземском ареале выделяются куршские тамские говоры.

## Область распространения

Диалекты латышского языка

Область распространения курземских говоров размещена в северо-западных районах Латвии в северной части историко-этнографической области Курземе.
Согласно современному административно-территориальному делению Латвии, ареал курземских говоров занимает территории Вентспилсского, Алсунгского, Дундагского, Талсинского, Ройского и Мерсрагского краёв, а также северные части территорий Кулдигского, Кандавского, Тукумского и Энгурского краёв.
Курземский ареал ливонского диалекта с севера, востока и запада окружён Балтийским морем, на юге к области распространения курземских говоров примыкает ареал курземских говоров среднелатышского диалекта.
В области распространения курземских говоров на севере Курземского полуострова до настоящего времени сохраняется ареал ливского языка (несколько прибрежных деревень у Ирбенского пролива и Рижского залива).

## Диалектные особенности
Для курземских говоров характерны такие диалектные особенности, как:
1. Возможность утраты гласных, в том числе и дифтонгов, произносимых без второстепенного ударения, в суффиксальных слогах: [sac̄’t] (лат. литер. sacīt [sacī̂t]) «сказать»; [dañctęs] (лат. литер. dancotājs [dañ:cuôtā̃js]) «танцор».
2. Наличие диалектных черт, общих с неливонскими говорами Курземе, в частности, сохранение гласного u, предшествующего согласным b, v ([duban̂c] — лат. литер. dibens [dibèns] «дно»); сохранение древнего тавтосиллабического n ([plęñstiês] — лат. литер. plesties [plestiês] «расширяться») и т. д.